# Данте Алигьери
Да́нте Алигье́ри (итал. Dante Alighieri, полное имя Дуранте ди Алигьеро дельи Алигьери; последняя декада мая 1265 — в ночь с 13 на 14 сентября 1321) — итальянский поэт, мыслитель, богослов, один из основоположников литературного итальянского языка, политический деятель. Создатель «Комедии» (позднее получившей эпитет «Божественной», введённый Боккаччо), в которой был дан синтез позднесредневековой культуры; «Божественная комедия» является одним из основополагающих произведений западной литературы.
Один из самых знаменитых и влиятельных поэтов Запада.

## Биография

### Во Флоренции
Согласно семейному преданию, предки Данте происходили из римского рода Элизеев, участвовавших в основании Флоренции. Каччагвида, прапрадед Данте, участвовал в крестовом походе Конрада III (1147—1149), был посвящён им в рыцари и погиб в бою с мусульманами. Каччагвида был женат на даме из ломбардской семьи Альдигьери да Фонтана. Имя «Альдигьери» трансформировалось в «Алигьери»; так был назван один из сыновей Каччагвиды. Сын этого Алигьери, Беллинчоне, дед Данте, изгонявшийся из Флоренции во время борьбы гвельфов и гибеллинов, вернулся в родной город в 1266 году, после поражения Манфреда Сицилийского при Беневенто. Алигьери II, отец Данте, видимо, не принимал участия в политической борьбе и оставался во Флоренции.
Точная дата рождения Данте неизвестна. По свидетельству Боккаччо, Данте родился в мае 1265 года. Сам Данте сообщал о себе (Комедия, Рай, 22), что родился под знаком Близнецов, который в 1265 году длился с 18 (22) мая по 17 (21) июня. В современных источниках чаще всего приводятся даты второй половины мая 1265 года. Также известно, что Данте был крещён 25 марта 1266 года (в первую страстную субботу) под именем Дуранте.

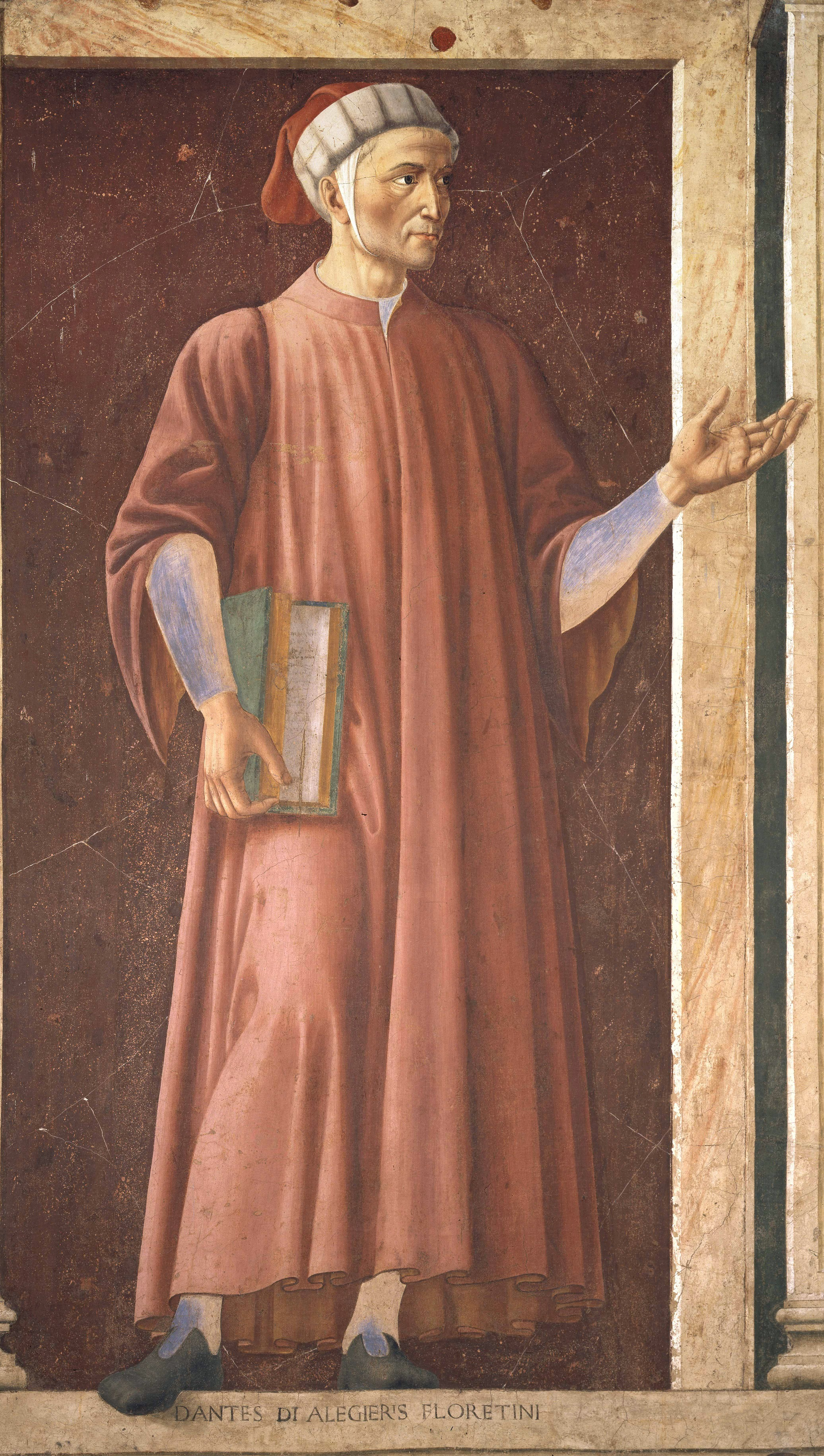
Данте на фреске виллы Кардуччо Андреа дель Кастаньо (1450, Галерея Уффици)

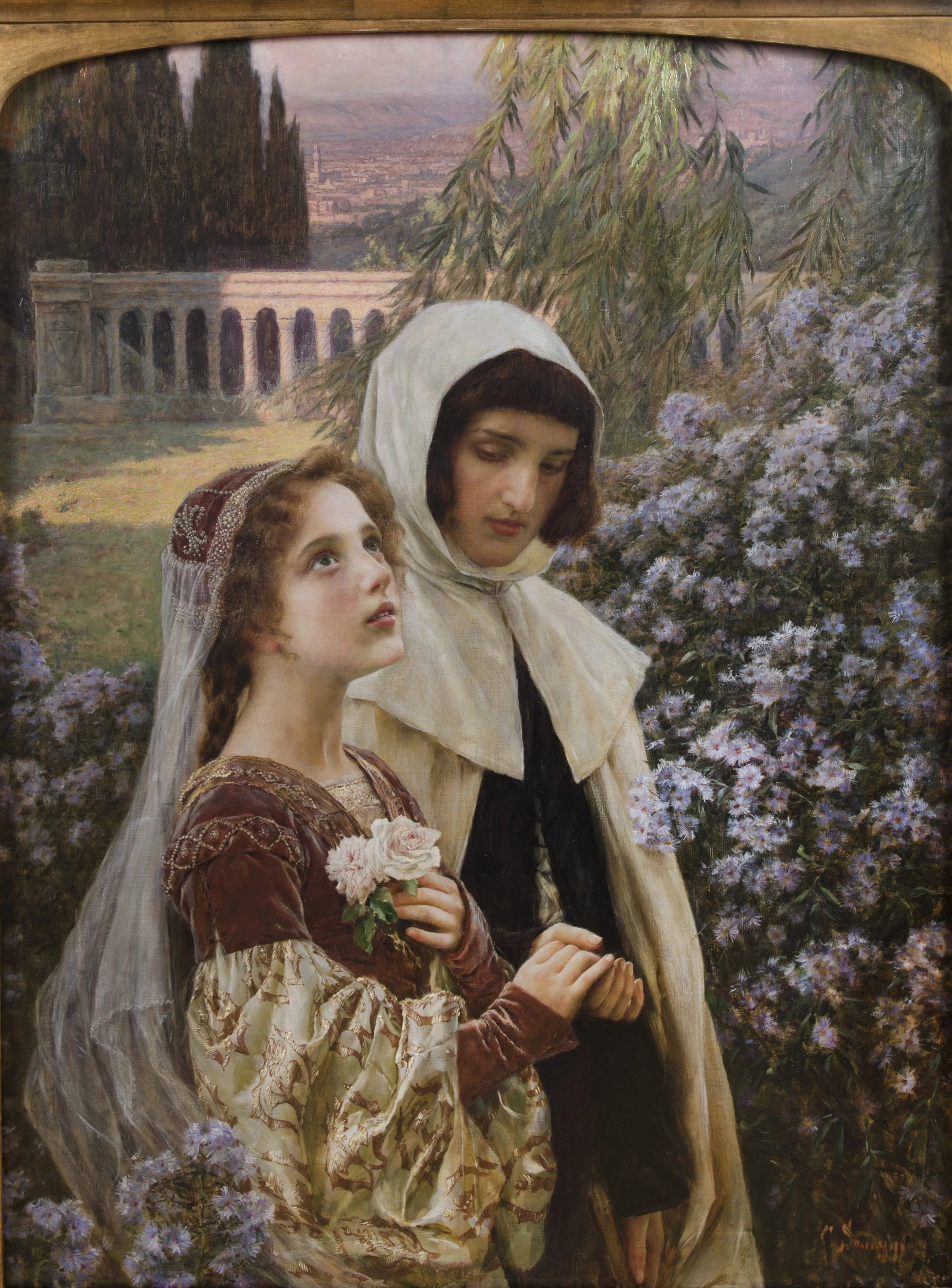
«Начинается новая жизнь» (Данте и Беатриче в саду). Художник Чезаре Саккаджи, 1903

Первым наставником Данте был известный в то время поэт и учёный Брунетто Латини. Место, где учился Данте, неизвестно, но он получил широкие познания как в античной, так и в средневековой литературе, в естественных науках. Был также знаком с еретическими учениями того времени.
С достаточно большой степенью достоверности предполагается, что в 1286—1287 годах Данте жил несколько месяцев в Болонье поблизости от сохранившихся доныне башен Гаризенда и Азинелли. В отсутствие каких-либо документальных подтверждений исследователи допускают, что наиболее вероятной причиной его пребывания в этом городе могло быть обучение в старейшем знаменитом университете.
Ближайшим другом Данте был поэт Гвидо Кавальканти. Ему Данте посвятил множество стихов и фрагментов поэмы «Новая жизнь».
Первое актовое упоминание о Данте Алигьери как общественном деятеле относится к 1296 и 1297 годам, уже в 1300 или 1301 году он был избран приором.
В 1302 году Данте был изгнан из Флоренции вместе с партией (т. н. белые гвельфы), к которой он принадлежал. Он никогда больше не увидел своего родного города и умер в изгнании.

### Годы изгнания
Годы изгнания были для Данте годами скитаний. Уже в ту пору он был лирическим поэтом среди тосканских поэтов «нового стиля» — Чино из Пистойи, Гвидо Кавальканти и др. Его «La Vita Nuova (Новая жизнь)» уже была написана; изгнание сделало его более серьёзным и строгим. Он затевает свой «Пир» («Convivio»), аллегорически-схоластический комментарий к четырнадцати канцонам. Но «Convivio» так и не закончен: написано было лишь введение и толкование к трём канцонам. Не окончен, обрываясь на 14-й главе второй книги, и латинский трактат о народном языке, или красноречии («De vulgari eloquentia»).

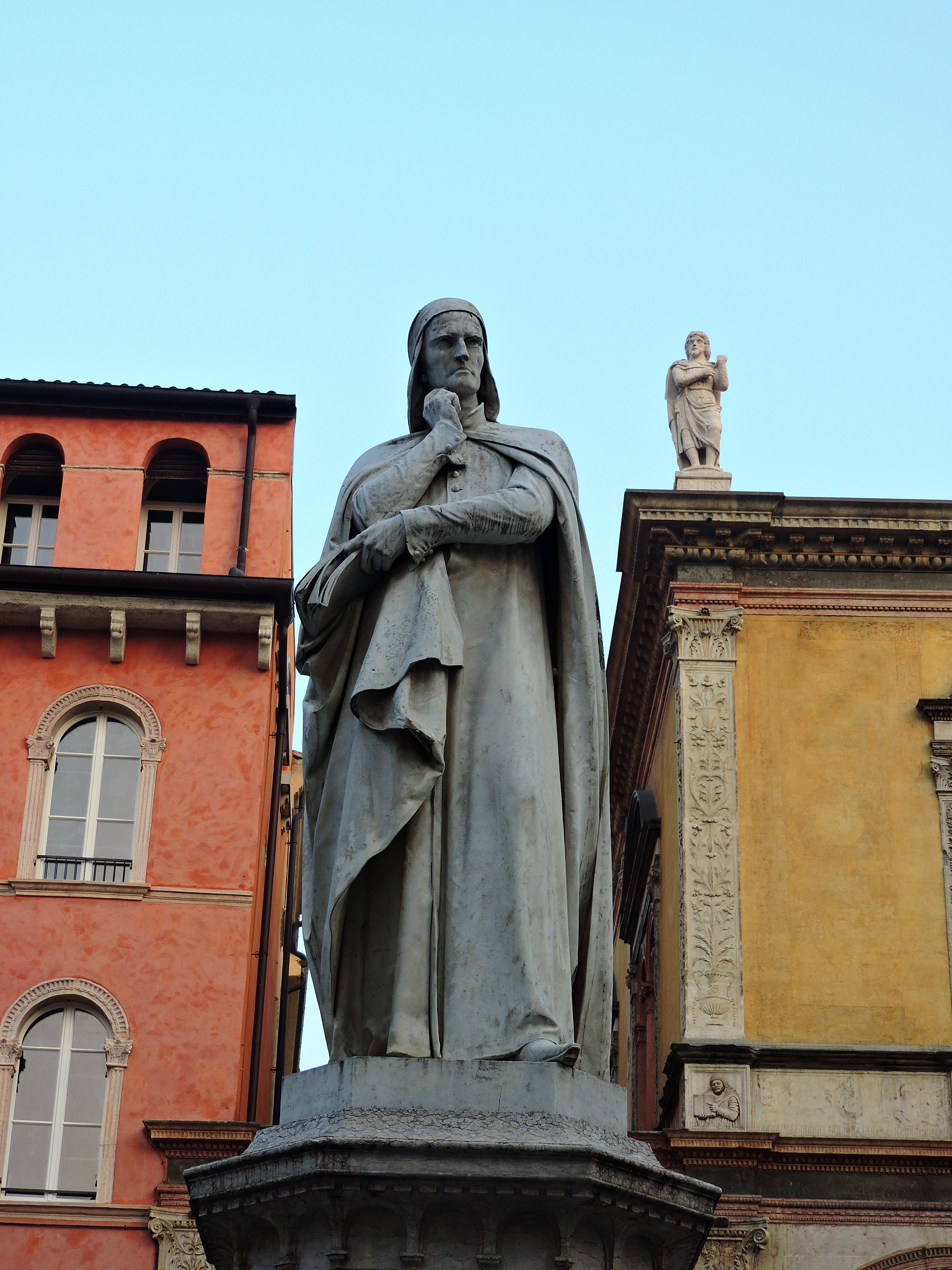
Памятник Данте в Вероне

В годы изгнания создались постепенно и при тех же условиях работы три кантики Божественной Комедии. Время написания каждой из них может быть определено лишь приблизительно. Рай дописывался в Равенне, и нет ничего невероятного в рассказе Боккаччо, что после смерти Данте Алигьери его сыновья долгое время не могли доискаться тринадцати последних песен, пока, согласно легенде, Данте не приснился своему сыну Якопо и не подсказал, где они лежат.
О судьбе Данте Алигьери очень мало фактических сведений, след его на протяжении лет теряется. На первых порах он нашёл приют у властителя Вероны, Бартоломео делла Скала; поражение в 1304 г. его партии, пытавшейся силой добиться водворения во Флоренцию, обрекло его на долгое странствование по Италии.
Позднее он прибыл в Болонью, в Луниджьяне и Казентино, в 1308—1309 гг. очутился в Париже, где выступал с честью на публичных диспутах, обычных в университетах того времени. Именно в Париже Данте застала весть, что император Генрих VII собирается в Италию. Идеальные грёзы его «Монархии» воскресли в нём с новой силой; он вернулся в Италию (вероятно, в 1310-м либо в начале 1311 года), чая ей обновления, себе — возвращения гражданских прав. Его «послание к народам и правителям Италии» полно этих надежд и восторженной уверенности, однако, император-идеалист внезапно скончался (1313), а 6 ноября 1315 г. Раньери ди Заккария из Орвьетто, наместник короля Роберта во Флоренции, подтвердил декрет изгнания в отношении Данте Алигьери, его сыновей и многих других, осудив их на казнь, в случае, если они попадутся в руки флорентийцев.
С 1316—1317 г. он поселился в Равенне, куда его вызвал на покой синьор города, Гвидо да Полента. Здесь, в кругу детей, среди друзей и поклонников, создавались песни Рая.

### Смерть

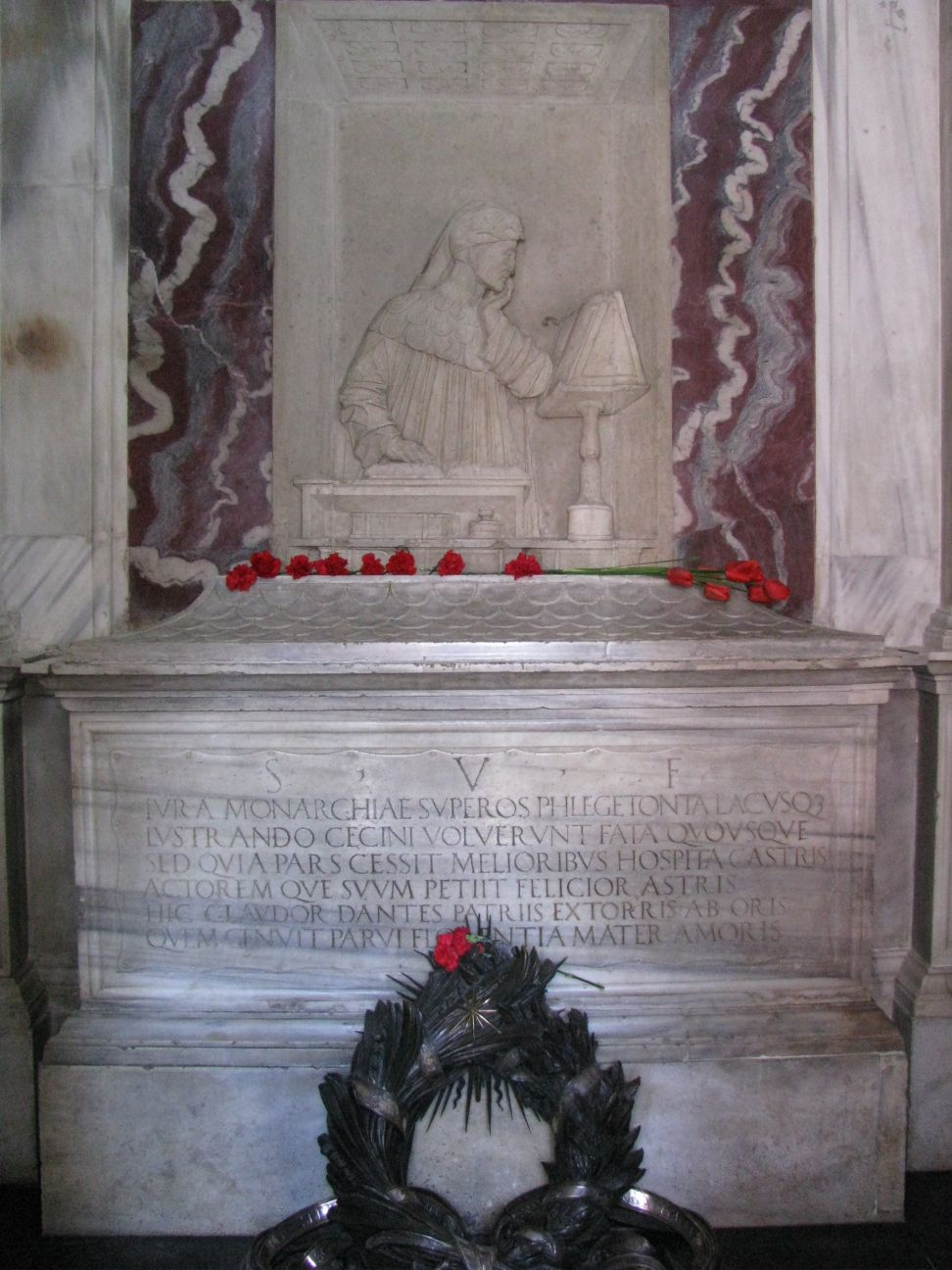
Надгробие Данте в Равенне

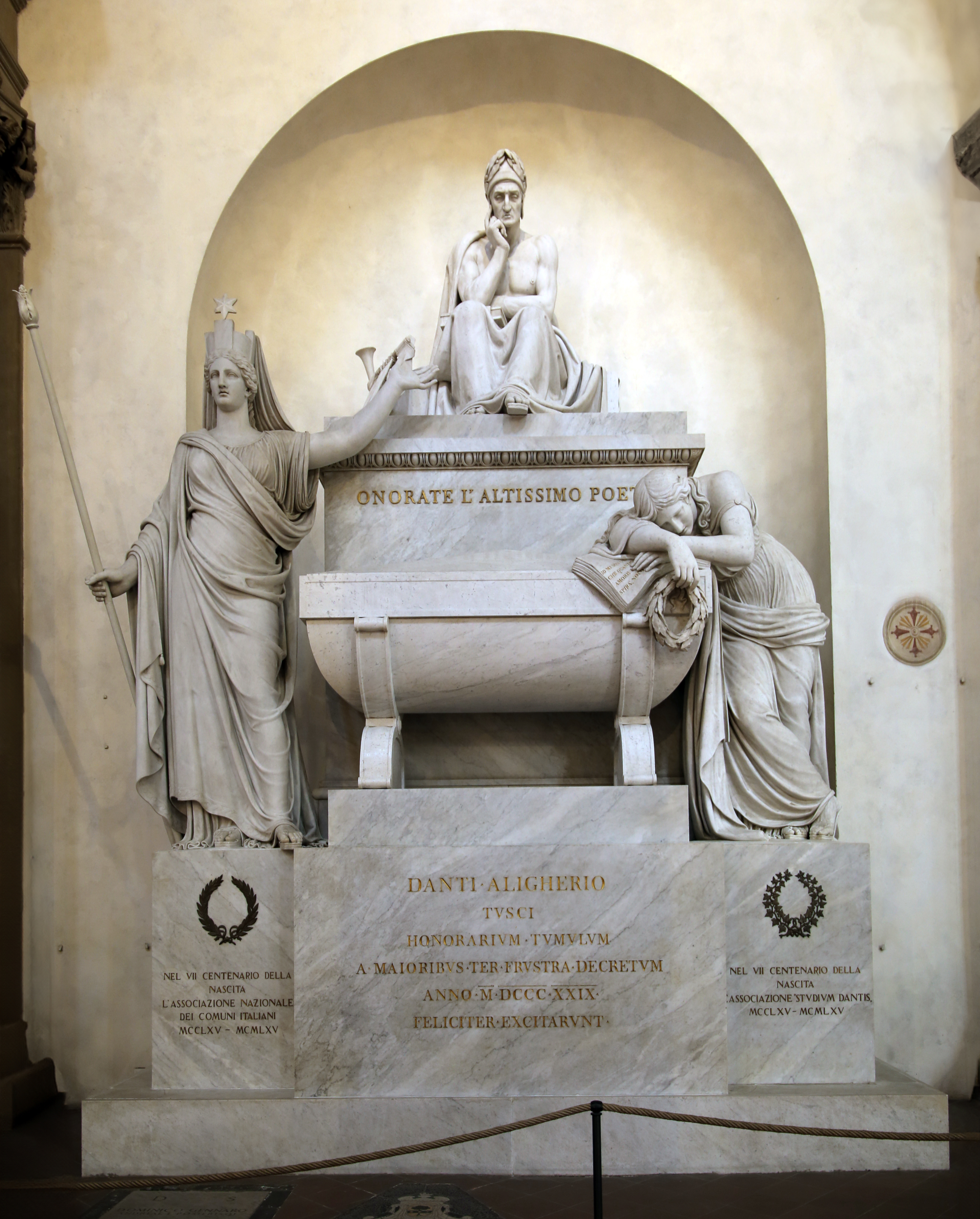
Кенотаф в честь Данте во Флоренции

Летом 1321 года Данте, как посол правителя Равенны, отправился в Венецию для заключения мира с республикой Святого Марка. По дороге назад Данте заболел малярией и умер в Равенне в ночь с 13 на 14 сентября 1321 года.
Данте был похоронен в Равенне. Великолепный мавзолей, который готовил ему Гвидо да Полента, не был воздвигнут; современная гробница (также называемая «мавзолеем») построена в 1780 г.
В 1519 году по предложению Микеланджело папа римский Лев X согласился на перенесение праха Данте во Флоренцию, но когда гроб привезли в город — он оказался пустым; но в базилике Санта-Кроче был устроен кенотаф, сохранившийся до наших дней.

### Краткая хронология жизни и творчества
- 1265 — рождение.
- 1274 — первая встреча с Беатриче.
- 1283 — вторая встреча с Беатриче.
- 1290 — смерть Беатриче.
- 1292 — создание повести «Новая жизнь» («La Vita Nuova»).
- 1296/97 — первое упоминание о Данте как об общественном деятеле.
- 1298 — женитьба на Джемме Донати.
- 1300/01 — приор Флоренции.
- 1302 — изгнан из Флоренции.
- 1304—1307 — трактат «Пир».
- 1304—1306 — трактат «О народном красноречии».
- 1306—1321 — создание «Божественной комедии».
- 1308/09 — Париж.
- 1310/11 — возвращение в Италию.
- 1315 — подтверждение изгнания Данте и его сыновей из Флоренции.
- 1316—1317 — поселился в Равенне.
- 1321 — как посол Равенны отправляется в Венецию.
- В ночь с 13 сентября на 14 сентября 1321 — умирает по дороге в Равенну.

## Личная жизнь

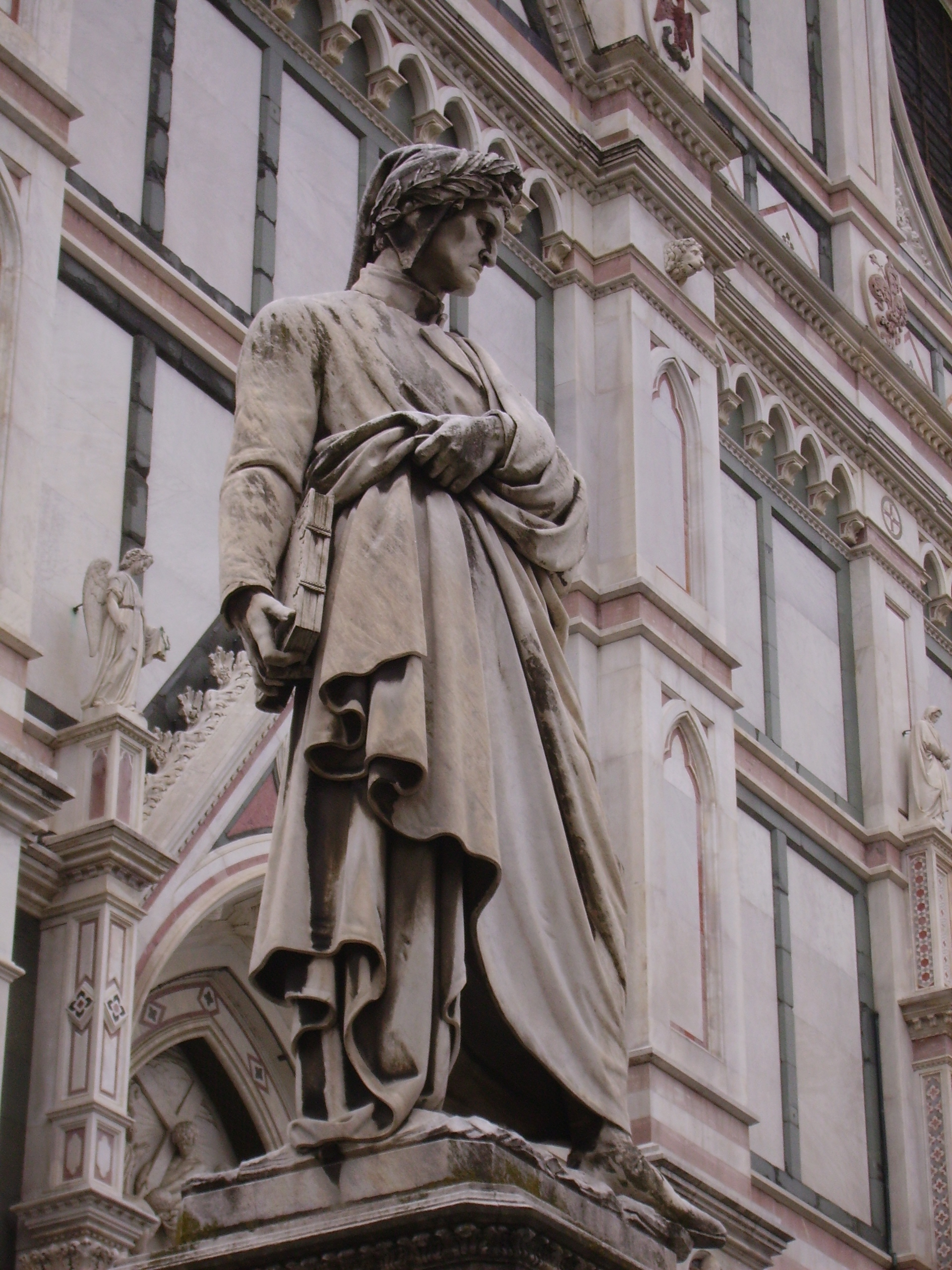
Памятник Данте 1865 года. Флоренция. Работа скульптора Э. Пацци

В поэме «Новая жизнь» Данте воспел свою первую юношескую любовь — Беатриче Портинари, которая умерла в 1290 году в 24-летнем возрасте. Данте и Беатриче стали символом любви, как Петрарка и Лаура, Тристан и Изольда, Ромео и Джульетта.
В 1274 году девятилетний Данте залюбовался на майском празднике девочкой восьми лет, дочерью соседа, Беатриче Портинари — это его первое биографическое воспоминание. Он и прежде видел её, но впечатление от этой встречи обновилось в нём, когда девять лет спустя (в 1283 году) он увидел её снова уже замужней женщиной и на этот раз увлёкся ею. Беатриче становится на всю жизнь «владычицей его помыслов», прекрасным символом того нравственно поднимающего чувства, которое он продолжал лелеять в её образе, когда Беатриче уже умерла (в 1290 году), а сам он вступил в один из тех деловых браков, по политическому расчёту, какие в то время были приняты.
Семья Данте держала сторону флорентийской партии Черки, враждовавшей с партией Донати. Но Данте женился на Джемме Донати, дочери Манетто Донати. Точная дата его женитьбы неизвестна. Известно, что в 1301 году у него уже было трое детей (Пьетро, Якопо и Антония). Когда Данте был изгнан из Флоренции, Джемма осталась в городе с детьми, сохраняя остатки отцовского достояния.
В дальнейшем, когда Данте слагал свою «Комедию» в прославление Беатриче, Джемма в ней не была упомянута ни единым словом. В последние годы он жил в Равенне; вокруг него собрались его сыновья, Якопо и Пьетро, поэты, будущие его комментаторы, и дочь Антония; только Джемма жила вдали от всей семьи. Боккаччо, один из первых биографов Данте, обобщил всё это: будто Данте женился по принуждению и уговорам, а потому в долгие годы изгнания ни разу не подумал вызвать к себе жену. Беатриче определила тон его чувства, опыт изгнания — его общественные и политические взгляды и их архаизм.

## Творчество
Данте Алигьери, мыслитель и поэт, постоянно ищущий принципиальное основание всему, что происходило в нём самом и вокруг него. Именно эта вдумчивость, жажда общих начал, определённости, внутренней цельности, страстность души и безграничное воображение определили качества его поэзии, стиля, образности и абстрактности.
Любовь к Беатриче получала для него таинственный смысл; он наполнял ею каждое произведение. Её идеализированный образ занимает значительное место в поэзии Данте. Первые произведения Данте датируются 1280-ми годами. В 1292 году им была написана повесть об обновившей его любви «Новая жизнь» («La Vita Nuova»), составленная из сонетов, канцон и прозаического рассказа-комментария о любви к Беатриче. «Новая жизнь» считается первой в истории мировой литературы автобиографией. Уже в изгнании Данте пишет трактат «Пир» (Il convivio, 1304—1307).
Создавал Алигьери и политические трактаты. Позже Данте очутился в водовороте партий, был даже завзятым муниципалистом; но у него была потребность уяснить для себя основные принципы политической деятельности, поэтому он пишет свой латинский трактат «О монархии» («De Monarchia»). Данное произведение — своеобразный апофеоз императора-гуманиста, рядом с которым он желал бы поставить столь же идеальное папство. В трактате «О монархии» сказался Данте-политик. Данте-поэт отразился в произведениях «Новая жизнь», «Пир» и «Божественная комедия».
Всем знакомый портрет Данте Алигьери лишён достоверности: Боккаччо изображает его бородатым вместо легендарного гладко выбритого, однако, в общем его изображение отвечает нашему традиционному представлению: продолговатое лицо с орлиным носом, большими глазами, широкими скулами и выдающейся нижней губой; вечно грустный и сосредоточенно-задумчивый.

### «Новая жизнь»

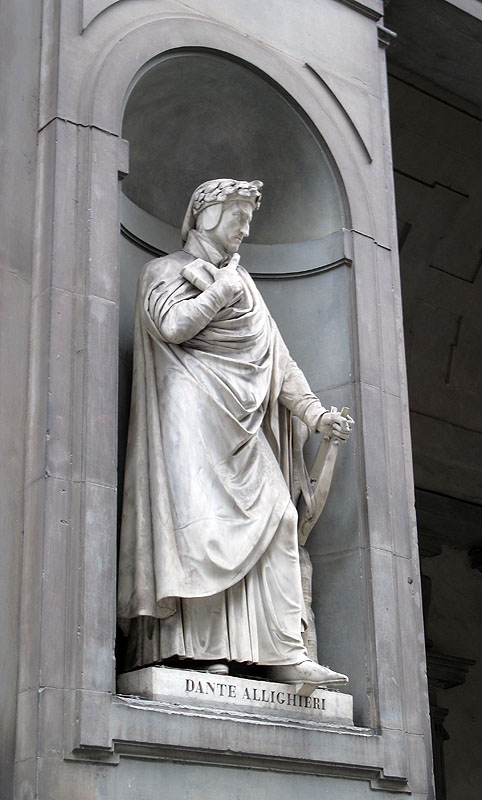
Данте на фасаде галереи Уффици

В этом первом в Европе психологическом романе чувство любви приобретает небывалую ещё высоту и духовность. Это первое воплощение того простого и вместе необыкновенно сложного, чреватого многими последствиями чувства, которое определило развитие заветнейших сторон дантовской души. Любовь Данте трогательна по своей наивности и свежести, однако вместе с тем в ней чувствуются веяние сурового и внимательного к себе духа, рука художника, думающего сразу о многом, переживающего сложнейшие драмы сердца. Образные описания добродетелей и достоинств Беатриче, проникновенный анализ экстатического обожания Данте своей возлюбленной придают яркость и одухотворённость его схематическим литературным приёмам..
В произведении объединены поэтические традиции трубадуров, выстроивших иерархию любовного чувства: от простого увлечения до высшего озарения, и поэтов «сладостного нового стиля», превозносивших в любви источник поэтического вдохновения. В дантовском романе речь идёт о земной любви с «дамой-ширмой» и о высокой любви, благодаря которой счастливый избранник получает второе рождение. Юная Беатриче Портинари, которую поэт видел лишь три раза в жизни, внушила ему целомудренное, духовно преображающее чувство.
Стиль романа характерен смешением поэзии и прозы, конкретики и аллегоричности. К аллегориям в романе следует отнести сны, священные числа 9 и 18, большинство цветообозначений. Аллегоричен центральный женский образ: Беатриче олицетворяет философское начало, ведущее человека к Богу, к познанию окружающего мира и самого себя.

### «Пир»

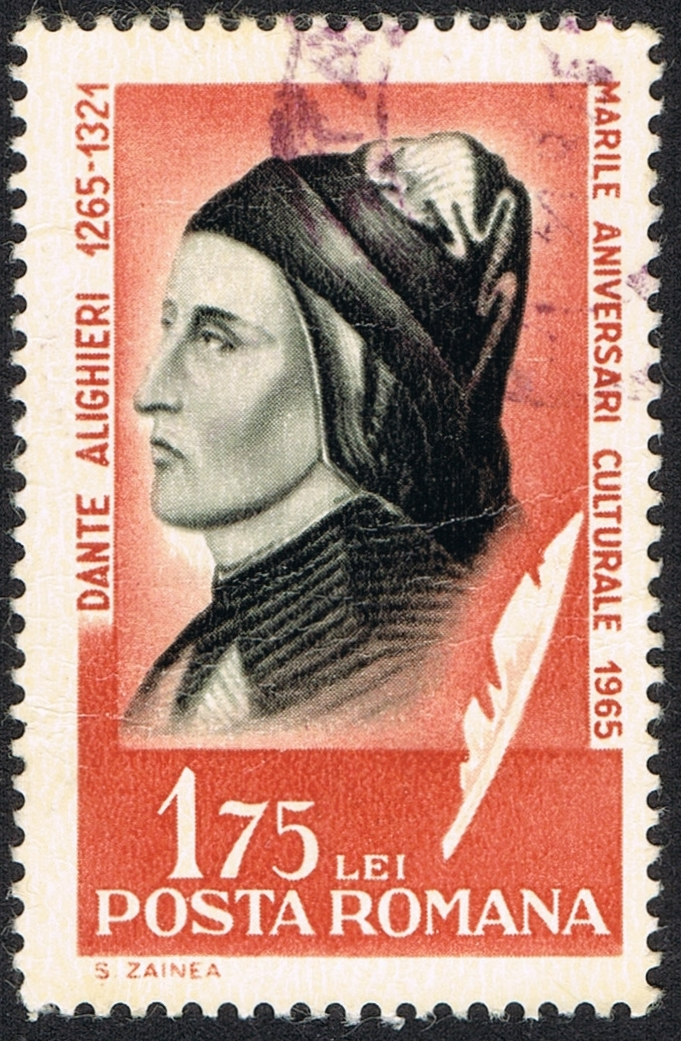
Почтовая марка Румынии, посвящённая Данте Алигьери

В «Пире» (между 1304 и 1307 гг.) — и это весьма характерно для исторического своеобразия периода Предвозрождения, эстетически реализованного в творчестве Данте, — политика органически соединяется не только с этикой, но и с поэтикой и лингвистикой.
Ренессансные теории стиля у Данте предваряет идея о важности духовной опоры на «образцовых», «правильных поэтов». Данте по-гуманистически верил в безграничность созидательных сил отдельной творческой личности, черпающей вдохновение в народной культуре и близкой народным нуждам и мировоззрению, воплощающей его истинные, «разумные» стремления в поэзии, её стиле и языке. Грамматически организованный народный язык новой литературы и культуры, который в трактате «О народном красноречии» провозглашается «исконным» и именуется «блистательной итальянской народной речью», должен был сформироваться из живой разговорной речи регионов Италии под влиянием культурной и литературной деятельности писателей. Первый трактат «Пира» заканчивается мыслью о том, что этот язык станет «новым светом, новым солнцем, которое взойдёт там, где зайдёт привычное; и оно дарует свет тем, кто пребывает во мраке и во тьме, так как старое солнце им больше не светит» (I, XIII, 12).
В «Пире» между новыми идеями и поисками нового стиля и языка есть прочная связь. Когда Данте создаёт новый итальянский литературный язык и «прекрасный стиль», он заботится и об их соответствии с требованиями «благородной дамы», именуемой им (в начале третьей канцоны) «мадонной философией». В канцоне и в сопровождающих её рассуждениях Данте углубляет и демократизирует антисословные представления о благородстве как своего рода благодати, нисходящей на «благорасположенную» душу; его концепция «божественности» человека приобретает, безусловно, гуманистическую суть. Благородство у Данте предполагает содействие установлению на земле всеобщего благоденствия и общественной гармонии во всемирной и единодержавной империи, ибо «для устранения междоусобных войн и их причин необходимо, чтобы вся земля и чтобы всё, чем дано владеть человеческому роду, было Монархией, то есть единым государством, и имело одного государя, который, владея всем и не будучи в состоянии желать большего, удерживал бы отдельных государей в пределах их владений, чтобы между ними царил мир, которым наслаждались бы города, где любили бы друг друга соседи, в любви же этой каждый дом получал в меру своих потребностей и чтобы, удовлетворив их, каждый человек жил счастливо, ибо он рождён для счастья» («Пир», IV, IV, 4).
Мысль о том, что счастье заключается в земном существовании человека, и «что цель каждой добродетели в том, чтобы сделать нашу жизнь радостней» (там же, I, VIII, 12), несомненно революционна; можно вспомнить, что в «Пире» идея общественной мировой гармонии — «каждый человек каждому другому человеку от природы — друг» (I, I, 8) — обоснована идеей гармоничности отдельного индивидуума, обычного земного человека. Истинное, духовное благородство у Данте предполагает телесную красоту, благородство плоти (IV, XXV, 12—13). Такого рода идеи предвосхищают жизнеутверждающее миропонимание итальянского Возрождения и также служат предпосылками для формирования ренессансного стиля.

### «Божественная комедия»

#### Анализ
По форме «Божественная комедия» — загробное видение, распространённый жанр в средневековой литературе. Как и у поэтов той эпохи, поэма будто бы представляет собой аллегорическое здание. Так, дремучий лес, в котором поэт заблудился на середине жизненного пути, — символ совершённых на протяжении жизни грехов и испытываемых заблуждений. Три зверя, которые там на него нападают: рысь, лев и волчица — три самые сильные страсти: соответственно сладострастие, гордыня, корыстолюбие. Этим аллегориям придаётся также политический смысл: рысь — Флоренция, пятна на шкуре которой должны обозначать вражду партий гвельфов и гибеллинов; лев, символ грубой физической силы — Франция; волчица, алчная и похотливая, — папская курия. Эти звери угрожают национальному единству Италии, о котором мечтал Данте, единству, скреплённому господством феодальной монархии (некоторые историки литературы дают всей поэме Данте политическое толкование). От зверей рассказчика спасает Вергилий — разум, посланный к поэту Беатриче (которая здесь предстаёт как символ божественного провидения). Вергилий ведёт Данте через ад в чистилище и на пороге рая уступает место Беатриче. Суть этой аллегории такова: человека от страстей спасает разум, а божественная благодать (Беатриче в пер. с ит. — благодатная) ведёт к вечному блаженству.
«Комедия» проникнута политическими пристрастиями автора. Данте никогда не упускает возможности посчитаться со своими идейными противниками и личными врагами; он ненавидит ростовщиков, осуждает кредит как «лихву», свой век как век наживы и сребролюбия. По его мнению, деньги — источник многих зол. Тёмное настоящее у него противопоставлено светлому прошлому, Флоренция буржуазная — Флоренции феодальной, когда всеми ценились умеренность, простота нравов, рыцарское «вежество» («Рай», рассказ Каччагвиды). Терцины «Чистилища», сопутствующие появлению Сорделло (Чистилище, Песнь VI) — это хвалебный гимн гибеллинизму. Далее Данте восхваляет Константина и Юстиниана как величайших императоров, помещает их в рай (Рай, Песнь VI); эти самые значительные деятели Римской державы должны были послужить как бы примером для германских императоров той поры, и в частности для Генриха VII Люксембургского, которого Данте призывал вторгнуться в Италию и объединить её на феодальных началах. К папству как к институту поэт относится с высочайшим почтением, хотя к отдельным его представителям, и особенно к способствовавшим утверждению в Италии капитализма, испытывает ненависть; некоторые папы оказываются в аду. Вера Данте — католичество, хотя в неё вторгается уже личный элемент, враждебный старой ортодоксии, хотя мистика и францисканская пантеистическая религия любви, принимаемые со всей страстью, также резко отклоняются от собственно католицизма. Его философия — теология, его наука — схоластика, его поэзия — аллегория. Идеалы аскетизма в Данте ещё не мертвы, и поэтому он почитает грехом свободную любовь (Ад, Песнь V, эпизод с Франческой да Римини и Паоло). Но не грех для него любовь, которая влечёт к предмету поклонения чистым платоническим порывом. Это — великая мировая сила, которая «движет солнце и другие светила». И смирение уже не безусловная добродетель. «Кто в славе сил не обновит победой, не вкусит плод, добытый им в борьбе». Дух пытливости, стремление раздвинуть свой кругозор, открывать новое, соединяемое с «добродетелью», побуждающее к героическим дерзаниям, превозносится, как идеал.
Своё видение Данте создавал из кусков реальной жизни. Конструкция загробного мира составлена из отдельных уголков Италии, размещённых в нём чёткими графическими контурами. В поэме изображено столько живых человеческих образов, столько типичных фигур, столько ярких психологических ситуаций, столько выразительных и впечатляющих сцен, эпизодов, что искусство и в последующие века, и даже в наше время продолжает черпать оттуда. Смотря на огромную галерею исторических деятелей и лиц, изображённых Данте в «Комедии», заключаешь, что нет ни одного образа, который не был бы огранён безошибочной пластической интуицией поэта. В эпоху Данте Флоренция переживала эру напряжённого экономического и культурного расцвета. То необычное по остроте ощущение человека и пейзажа в «Комедии», которому мир учился у Данте, было возможно только в общественной обстановке Флоренции XIV века, стоявшей тогда в авангарде европейского прогресса. Отдельные эпизоды, такие, как Франческа и Паоло, Фарината в своей раскалённой могиле, Уголино с детьми, Капаней и Улисс, очень не похожие на античные образы, Чёрный Херувим с тонкой дьявольской логикой, Сорделло на своём камне, и теперь производят сильное впечатление.

#### Влияние на культуру

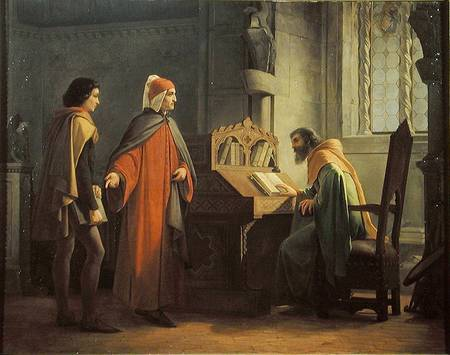
Данте Алигьери представляет Джотто Гвидо I да Полента. Худ. Х. Мочи

Как указывается в Новейшем философском словаре, поэзия Данте «сыграла большую роль в оформлении ренессансного гуманизма и в разворачивании европейской культурной традиции в целом, оказав значительное воздействие не только на поэтико-художественную, но и на философскую сферы культуры (от лирики Петрарки и поэтов Плеяды до софиологии B.C. Соловьёва)».
Видеоигры
Именами Вергилия и Данте названы главные герои серии видеоигр Devil May Cry.

### Сочинения
- 1292 «Новая жизнь» (итал. Vita nuova)
- 1306—1321 «Божественная комедия» — (итал. Divina Commedia):
  - Ад,
  - Чистилище,
  - Рай
- 1304—1307 «Пир» (итал. Convivio)
- 1304—1306 «О народном красноречии», трактат (dubia лат. De vulgari eloquentia libri duo)

- «Эклоги» (лат. Egloghe)
- «Послания» (лат. Epistulae)

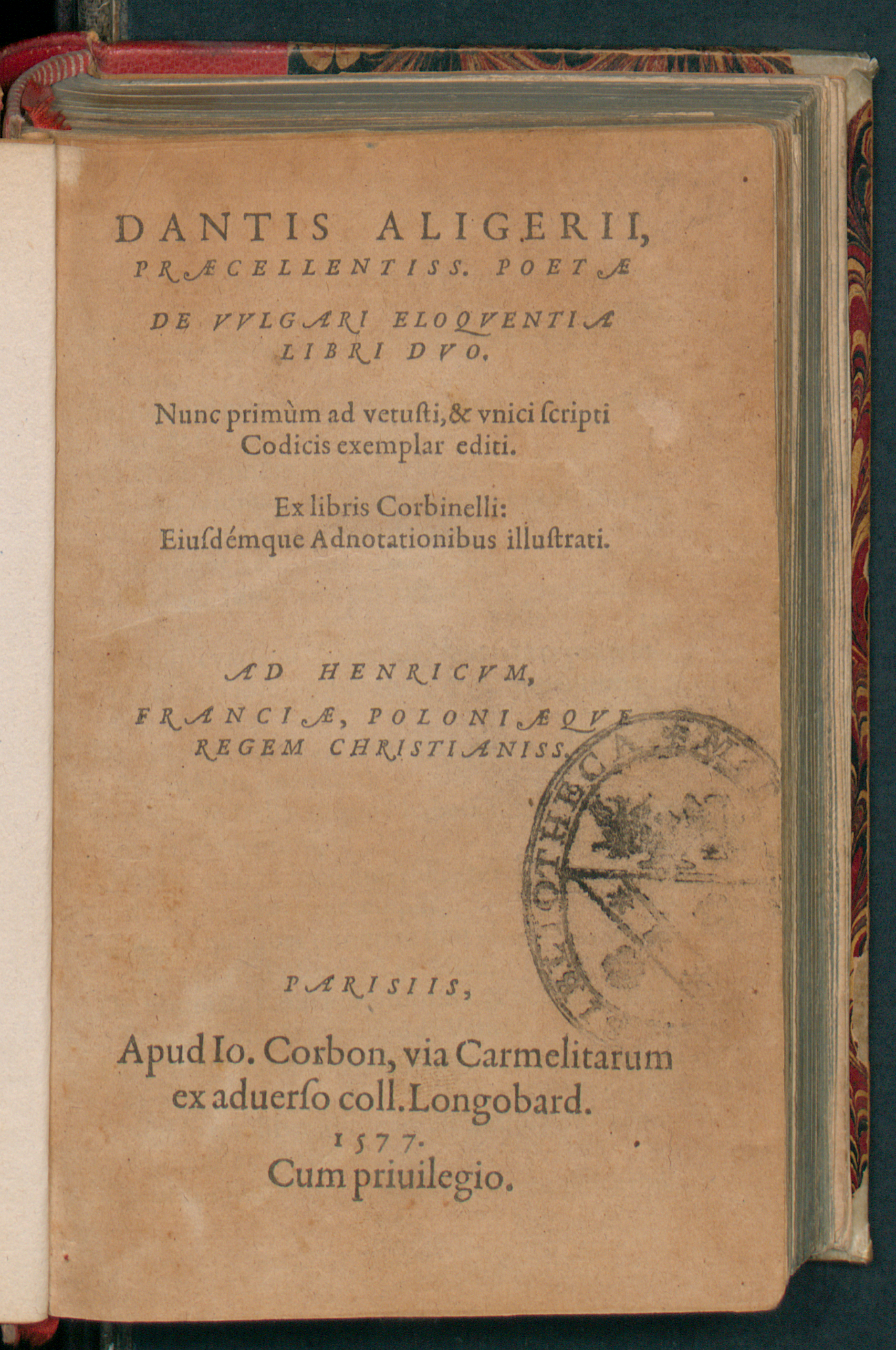
De vulgari eloquentia, 1577

- «Цветок» (итал. Il fiore)), поэма из 232 сонетов, основанная на «Романе о Розе» (Roman de la Rose) фр. аллегорический роман XIII века
- 1310—1313 «Монархия», трактат (лат. Monarchia )
- «Detto d’Amore» поэма, также основанная на «Романе о Розе» (фр. Roman de la Rose)
- «Вопрос о воде и земле», трактат (dubia лат. Quaestio de aqua et de terra)
- «Стихотворения» (итал. Rime (Canzoniere))
  - Стихотворения флорентийского периода:
  - Сонеты
  - Канцоны
  - Баллады и стансы
  - Стихотворения написанные в изгнании:
  - Сонеты
  - Канцоны
  - Стихи о каменной даме
- Письма

### Русские переводы
Здесь представлен полный список русскоязычных переводов «Божественной комедии» с информацией о времени их написания и первой публикации в хронологическом порядке.
- О. М. Сомов, «Надпись на вратах адовых: Из Дантовой поэмы Ад» («Украинский вестник», 1817, 6 (4), с. 100);
- А. С. Норов, «Отрывок из 3-й песни поэмы Ад» («Сын Отечества», 1823, № 30, с. 183—188);
- П. А. Катенин, «Ад. Песнь первая, песнь вторая, песнь третья, Уголин», в: «Сочинения и переводы в стихах Павла Катенина, с приобщением нескольких стихотворений князя Голицына», II, СПб, 1832, с. 91-111.
- С. П. Шевырёв, «Мною входят в град скорбей безутешных…» — начало 3 песни «Ада»[20] («Учёные записки Императорского Московского Университета», 1833, 5 (2))

Далее указаны только переводы кантик или полные переводы «Божественной комедии» на русский язык.
- Ф. Фан-Дим, «Ад», перевод с итальянского (Санкт-Петербург, 1842—1843; прозой);
- Д. Е. Мин, «Ад», перевод размером подлинника (частичная публикация в 1844, полная — Москва, 1855), «Первая песнь Чистилища» («Русский вестник», 1865, 9[21]), публикация полного перевода — посмертно (1902—1904)[22];
- В. А. Петров, «Божественная комедия» (пер. с итал. терцинами, СПб, 1871, 3-е издание 1872; перев. только «Ад»);
- Д. Д. Минаев, «Божественная комедия» (Лпц. и СПб. 1874, 1875, 1876, 1879), переведено не с подлинника, терцинами (переиздание — М., 2006);
- В. В. Чуйко, «Божественная комедия», прозаический перевод, три части изданы отдельными книгами, СПб., 1894;
- М. А. Горбов, Божественной комедии часть вторая: С объясн. и примеч. М., 1898. («Чистилище», ритмической прозой);
- Н. Н. Голованов, «Божественная комедия» (1896—1902[22], выполнен терцинами);
- О. Н. Чюмина, «Божественная комедия» (СПб., 1900), переведено не с подлинника (переиздание — М., 2007). Половинная Пушкинская премия (1905);
- М. Л. Лозинский, «Божественная комедия» (1936—1942[22]). Сталинская премия (1946)[23];
- Б. К. Зайцев, «Божественная комедия. Ад», подстрочный перевод прозой (1913—1918, первая публикация отдельных песен в 1928 и 1931, редакция в 1942, первая полная публикация в 1961)[24];
- А. А. Илюшин, «Божественная комедия» (с 1960-х по 1980, частичная публикация в 1988, полное издание в 1995[25], переиздан в 2014[26])
- В. С. Лемпорт, «Божественная комедия» (закончен в 1997)[27];
- В. Г. Маранцман, «Dante. Божественная Комедия.» (1989—1999[20], впервые опубликован в 1999, переиздан в 2006[28]).

## В искусстве
См. Отражение в культуре (Божественная комедия).

## Память

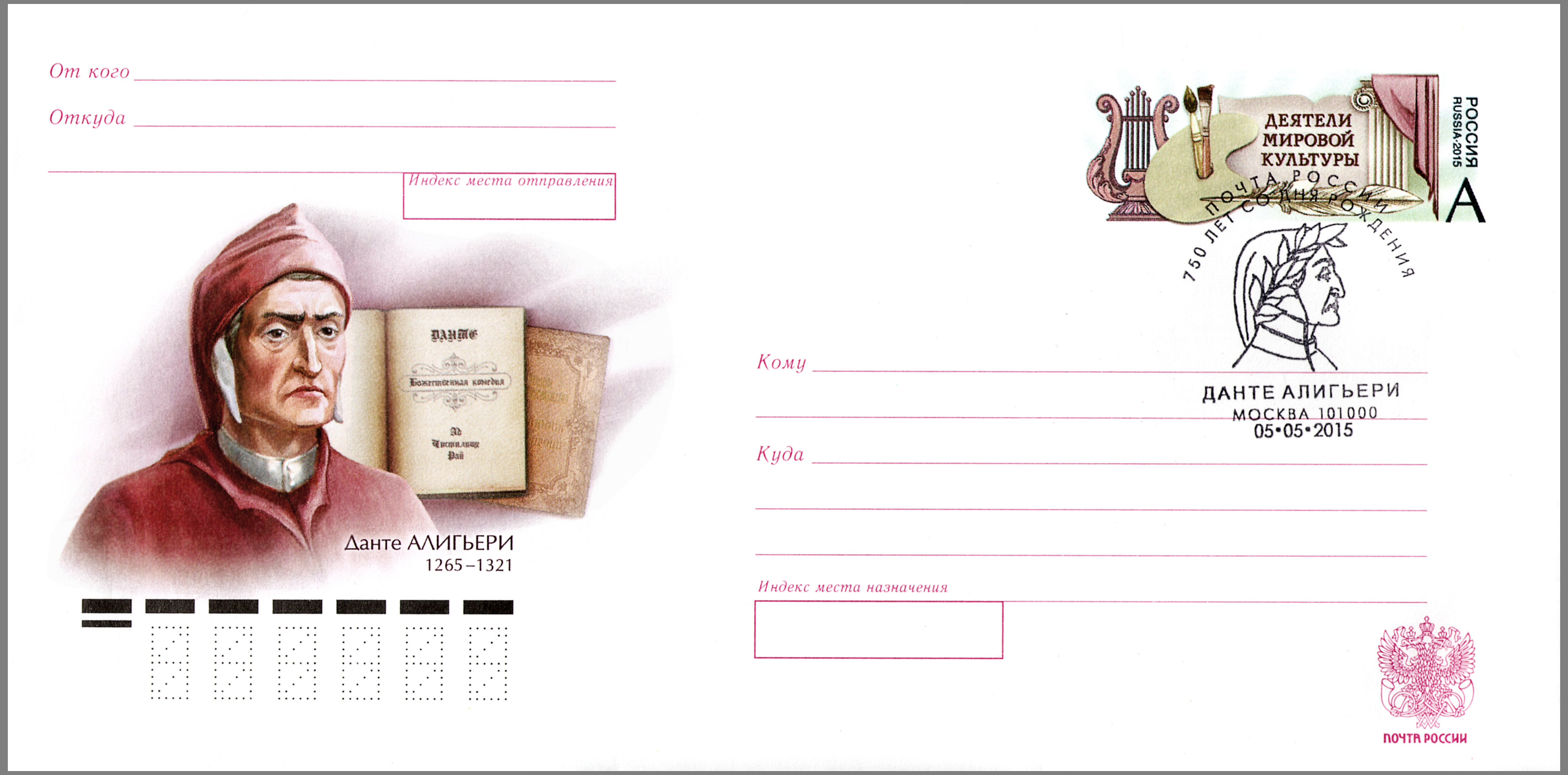
Почтовый конверт с Данте. Россия, 2015 год

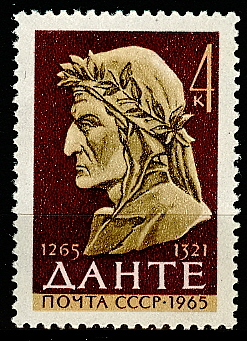
Почтовая марка СССР, 1964 год. 700 лет со дня Рождения

- Почтовая марка СССР, 1964 год. 700 лет со дня РожденияВ 1970 году именем Данте был назван кратер на обратной стороне Луны.
- В 2001 году вышла компьютерная игра Devil May Cry, в которой главный герой назван именем Данте, а его потерянный брат-близнец назван именем Вергилия
- В 2010 году вышла компьютерная игра Dante’s Inferno, являющаяся вольной трактовкой одной из частей Божественной комедии.
- В 2010 году вышел анимационный фильм Ад Данте:Анимированный эпос[29].
- В 2015 году Банк России выпустил монеты (в обычном и специальном исполнении), посвящённые 750-летию со дня рождения Данте Алигьери[30].
- В 2015 году в его честь в России был выпущен почтовый конверт.